# Laís Vasques
Laís Zurli Bittencourt Vasques (Rio de Janeiro, 12 de fevereiro de 1996) é uma jogadora de voleibol brasileira. Atuante na posição de líbero, foi vice-campeã na edição do Campeonato Sul-Americano de Clubes de 2019 no Brasil.

## Carreira
Representou o país na edição da Copa Pan-Americana Infantojuvenil de 2013 realizada na Cidade da Guatemala. premiada como melhor defensora, melhor líbero e melhor jogadora da competição.
Foi contratada pelo Dentil/Praia Clube competições do período de 2017-18, sagrou-se vice-campeã do Campeonato Mineiro de 2017 e também na Copa Brasil de 2018 realizada em Lages e contribuiu para a melhor campanha do clube na história da Superliga Brasileira A 2017-18 e é finalista sagrando-se campeã pela primeira vez.
Renovou com o Dentil/Praia Clube para temporada 2018–19 do voleibol brasileiro e sagrou-se vice-campeã da edição do Campeonato Mineiro de 2018; na sequência conquistou o título da Supercopa Brasileira de 2018, também disputou a edição do Campeonato Mundial de Clubes de 2018, realizada em Shaoxing e disputou a semifinal, terminando na quarta colocação.
Pelo Dentil/Praia Clube conquistou o vice-campeonato da Copa Brasil de 2019 realizada em Gramado e a medalha de prata no Campeonato Sul-Americano de Clubes de 2019 realizado novamente em Belo Horizonte e atuando pela equipe avançou a grande final da Superliga Brasileira 2018-19, atuando nos dois jogos da série final, mas terminou com o vice-campeonato.

## Títulos e resultados
- Campeonato Mundial de Clubes:2018[11]
- Superliga Brasileira Aː2017-18[7]
- Superliga Brasileira Aː2018-19
- Copa Brasil:2019[12] e 2020
- Supercopa Brasileira de Voleibolː2018[9]
- Campeonato Mineiro: 2019
- Campeonato Mineiro: 2018[8]

## Premiações individuais
- MVP da Copa Pan-Americana Infantojuvenil de 2013
- Melhor líbero da Copa Pan-Americana Infantojuvenil de 2013
- Melhor defensora da Copa Pan-Americana Infantojuvenil de 2013
- Melhor líbero do Campeonato Sul-Americano Infantil de 2011